# Focke-Wulf Fw 61

Марка ФРН 1979 року

Focke-Wulf Fw 61 — перший дослідний одномісний успішний гелікоптер. Незважаючи на те, що першим повністю керованим гелікоптером був жироплан Бреге-Дорана (1935 р.), він сильно поступався Fw 61 за характеристиками.

## Створення

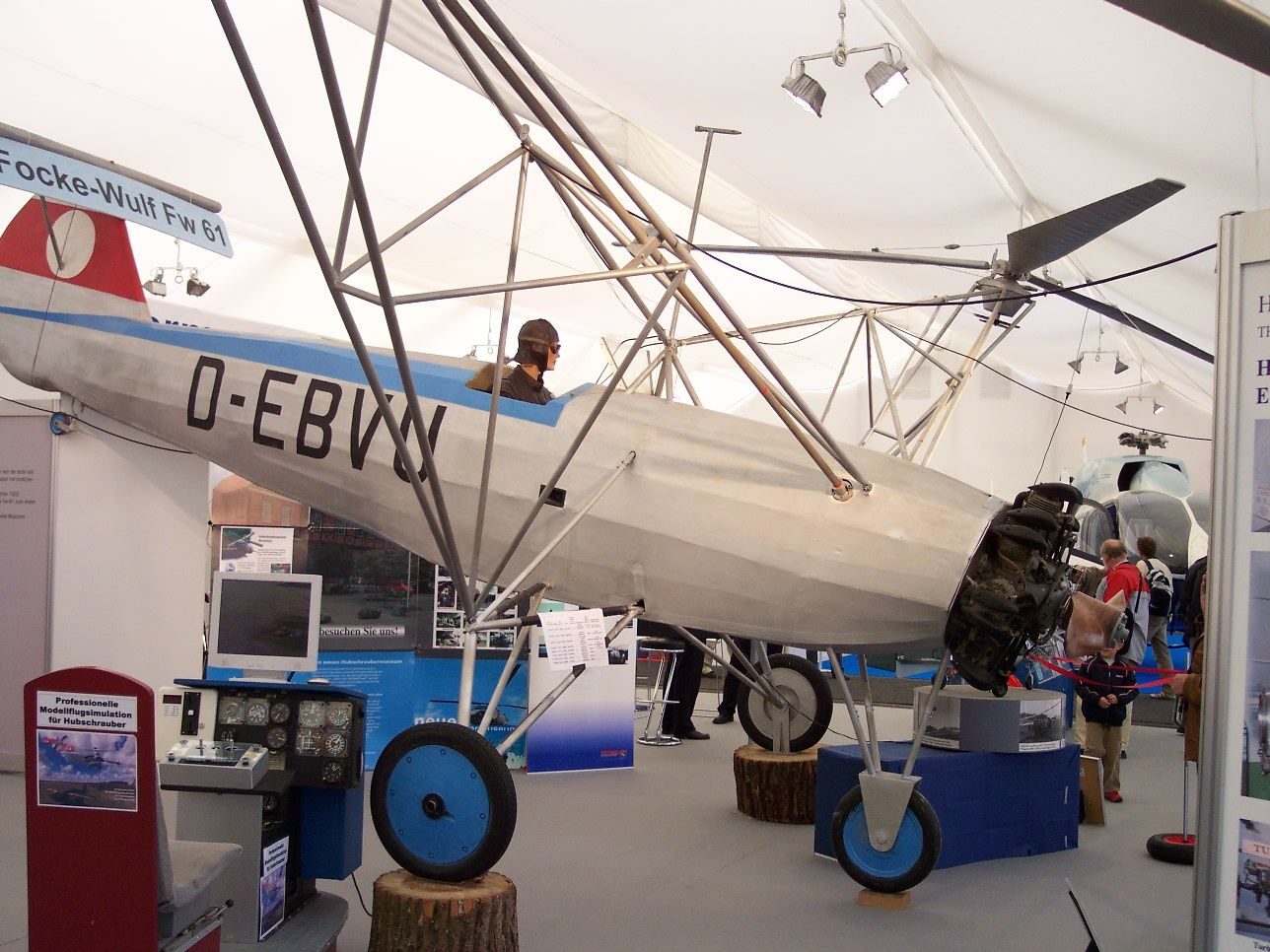
Репліка вертольота на Берлінському авіасалоні

Розроблений конструктором Генріхом Фокке. Здійснив перший політ 26 червня 1936 р. Зіркоподібний двигун Bramo Sh.14A потужністю 119 кВт., що був розміщений у носовій частині фюзеляжу, за допомогою приводів урухомлював два змонтованих на виносних консолях трилопатевих гвинта, що оберталися в протилежні сторони. Загалом було побудовано дві машини. Після відходу Генріха Фокке з компанії Focke-Wulf та організації 27 квітня 1937 р. спільно з відомим німецьким пілотом Гердом Ахгелісом нової компанії Focke-Achgelis вертоліт був перейменований в Fa 61.

## Рекорди
25 червня 1937 року досягнута висота 2440 м (8000 футів), вертоліт залишався в повітрі протягом 1 години 20 хвилин 49 секунд. Евальд Рольфс 26 червня 1937 року встановив рекорд швидкості при польоті за замкненим маршрутом — 122,55 км/год (76,15 милі/год), а також рекорд дальності польоту по прямій — 16,4 км (10,19 милі) і рекорд дальності при польоті за замкненим маршрутом — 80,6 км (59,09 милі).

## Тактико-технічні характеристики
- Екіпаж: 1 людина.

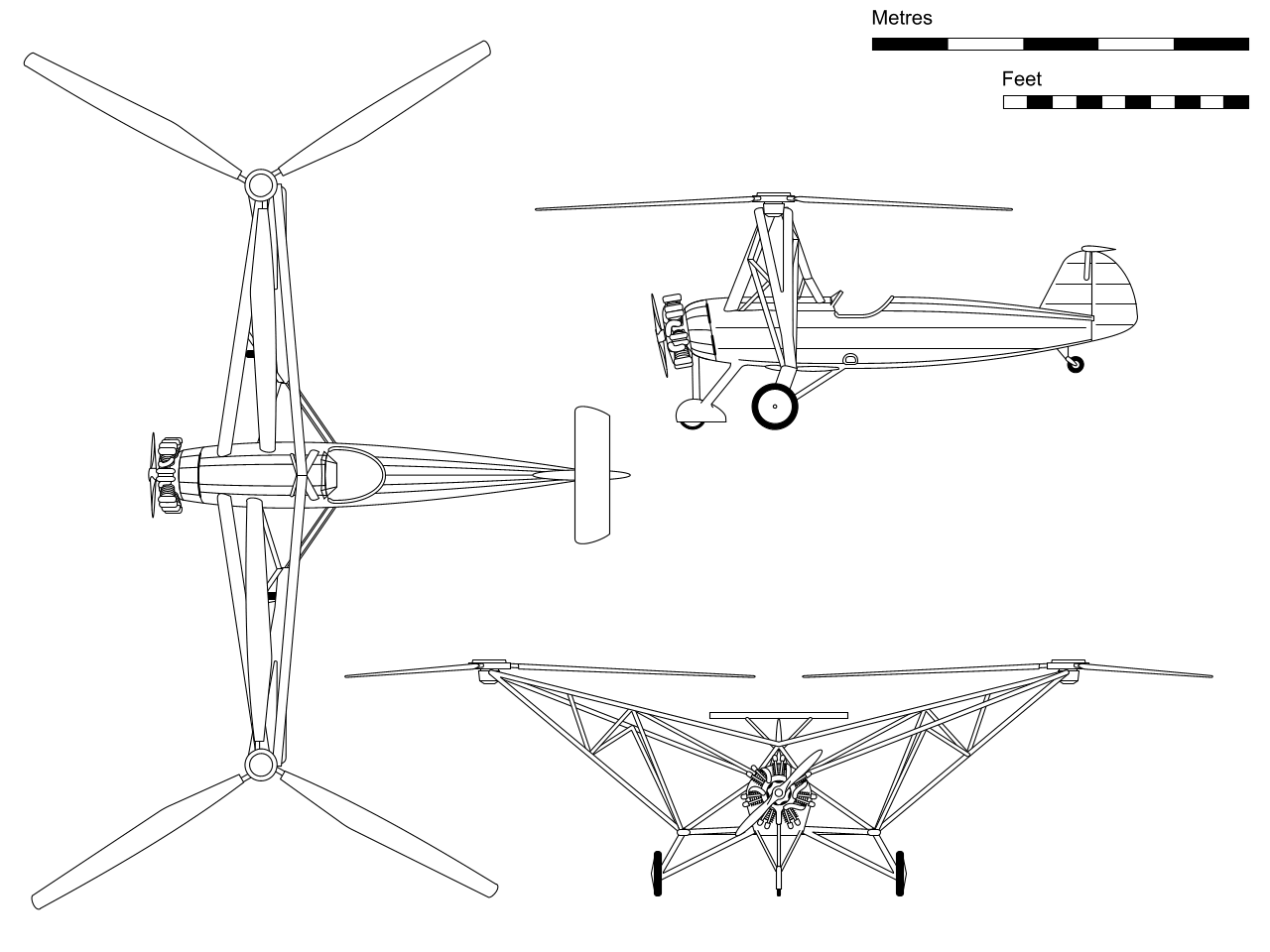
Ортографічна проєктція Fw 61 V2

- Силова установка: один 7-циліндровий ПД Bramo Sh.14A потужністю 119 кВт.
- Діаметр тримальних гвинтів: 7,0 м
- Довжина: 7,3 м
- Висота: 2,65 м, злітна вага: 950 кг, вага порожнього: 800 кг, максимальна швидкість: 112 км/год
- Крейсерська швидкість: 100 км/год
- Динамічна стеля: 2620 м
- Дальність польоту: 230 км

## Джерело
- http://biblioclub.ru/index.php?page=dict&termin=650359 [Архівовано 26 грудня 2013 у Wayback Machine.]